# Чашниково (городской округ Химки)
Чашниково — село, бывшая деревня[уточнить] в Московской области России. Входит в городской округ Химки. Население — 412 чел. (2010).

## География
Деревня Чашниково расположена в центральной части Московской области, на северо-востоке округа, примерно в 11 км к северу от центра города Химки и в 34 км к юго-востоку от города Солнечногорска, в 12 км от Московской кольцевой автодороги, на левом берегу впадающей в Клязьму реки Мещерихи, севернее аэропорта Шереметьево.
В деревне 5 улиц — Новая, Промышленная, Центральная, Школьная и Колёсный проезд, 3 микрорайона, зарегистрированы садовое товарищество, дачное партнёрство и дачный кооператив. Ближайшие населённые пункты — деревни Исаково, Носово и Перепечино.
Связана прямым автобусным сообщением с аэропортом Шереметьево, а также с городами Лобня, Химки и Долгопрудный (маршруты № 21, 41, 48 и 38).

## История
Село Чашниково известно с 1585 года. Академик С. Б. Веселовский связывал название с московскими купцами Чашниковыми — состоятельными крупными ростовщиками.
В начале XVI века в Чашникове был построен кирпичный четырёхстолпный пятиглавый храм Святой Троицы — один из старейших сельских храмов Подмосковья. В 1688 году Чашниково было пожаловано Л. К. Нарышкину, при котором храм был перестроен в стиле барокко. В 1895—1896 гг. по проекту архитектора А. А. Латкова построена отдельно стоящая колокольня.

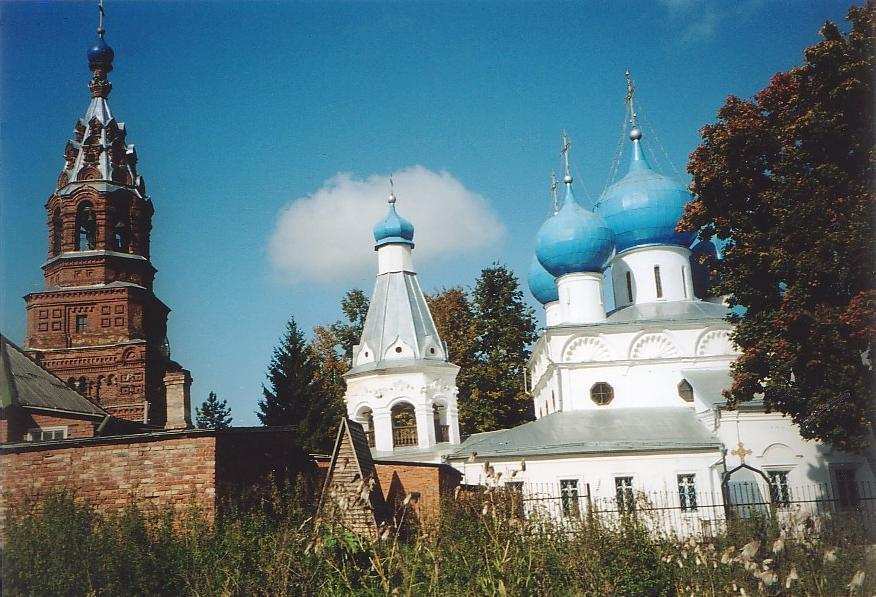
Троицкая церковь

В «Списке населённых мест» 1862 года Чашниково — владельческое село 4-го стана Московского уезда Московской губернии по левую сторону Рогачёвского тракта (между Дмитровским трактом и Московским шоссе), в 27 верстах от губернского города, при реке Албе, с 27 дворами, православной церковью, заводом и 251 жителем (105 мужчин, 146 женщин).
По данным на 1890 год входило в состав Озерецкой волости Московского уезда, число душ составляло 195 человек.
В 1913 году — 37 дворов, 2-классная церковно-приходская школа и кредитное товарищество.
По материалам Всесоюзной переписи населения 1926 года — центр Чашниковского сельсовета Трудовой волости Московского уезда, проживал 281 жителей (133 мужчины, 148 женщин), насчитывалось 66 хозяйств, среди которых 47 крестьянских, имелась школа-семилетка.
С 1929 года — населённый пункт в составе Коммунистического района Московского округа Московской области. Постановлением ЦИК и СНК от 23 июля 1930 года округа как административно-территориальные единицы были ликвидированы.
1929—1935 гг. — центр Чашниковского сельсовета Коммунистического района.
1935—1939 гг. — центр Чашниковского сельсовета Солнечногорского района.
1939—1959 гг. — центр Чашниковского сельсовета Краснополянского района.
1959—1960 гг. — центр Чашниковского сельсовета Химкинского района.
1960—1963 гг. — деревня Искровского сельсовета Солнечногорского района.
1963—1965 гг. — деревня Искровского сельсовета Солнечногорского укрупнённого сельского района.
1965—1994 гг. — деревня Искровского сельсовета Солнечногорского района.
В 1994 году Московской областной думой было утверждено положение о местном самоуправлении в Московской области, сельские советы как административно-территориальные единицы были преобразованы в сельские округа.
В 1994—2005 гг. деревня входила в Искровский сельский округ Солнечногорского района.
В 2005—2019 годах деревня входила в Лунёвское сельское поселение Солнечногорского муниципального района, в 2019—2022 годах  — в состав городского округа Солнечногорск, с 1 января 2023 года включена в состав городского округа Химки.

## Население
| 1852 | 1859 | 1890 | 1899 | 1926 | 1966 | 1998 |
| ---- | ---- | ---- | ---- | ---- | ---- | ---- |
| 266  | ↘251 | ↘195 | ↘177 | ↗281 | ↗286 | ↘40  |
| 2002 | 2010 |      |      |      |      |      |
| ↗55  | ↗412 |      |      |      |      |      |

## Достопримечательности
- Усадьба «Чашниково» — памятник архитектуры федерального значения. Включает дом для прислуги, конюшню, ограду, парк и флигель (школа церковно-приходская).  Объект культурного наследия № 5010509000№ 5010509000
- Комплекс церкви Пресвятой Троицы — памятник архитектуры федерального значения. Включает Троицкую церковь и колокольню.  Объект культурного наследия № 5010510000№ 5010510000